# Heinrich Vieweg

Heinrich Vieweg

Hans Heinrich Rudolf Vieweg (* 11. Februar 1826 in Braunschweig; † 3. Februar 1890 ebenda) war ein deutscher Verlagsbuchhändler und dritter Inhaber des Vieweg Verlags.

## Ausbildung
Heinrich Vieweg war der Sohn des Verlagsbuchhändlers Eduard Vieweg (1797–1869) und dessen Frau Luise geb. Campe († 1888) und Enkel des Verlagsgründers Friedrich Vieweg. Heinrich besuchte bis Ostern 1843 das Gymnasium in Braunschweig und wurde im väterlichen Verlag zum Buchhändler ausgebildet.
Im Anschluss arbeitete er drei Jahre in der von Rudolf Oldenbourg geleiteten literarisch-artistischen Anstalt der J. G. Cotta’schen Buchhandlung in München und studierte zwei Jahre Naturwissenschaften in Heidelberg, wo er unter anderen mit dem Pathologen Friedrich Gustav Jakob Henle bekannt wurde. 1850 trat er als Einjährigfreiwilliger in das Braunschweigische Husarenregiment ein. Nach Reisen durch England, Österreich und Italien rundete er seine Verlagskenntnisse im Winter 1852/53 bei F. A. Brockhaus in Leipzig ab.

## Leben als Verleger
1853 trat Heinrich Vieweg als Teilhaber in den väterlichen Verlag ein und heiratete am 30. Mai 1855 Helene geb. Brockhaus. Nach dem Schlaganfall seines Vaters 1866 übernahm er den Verlag ganz. Vieweg baute den Verlagssitz, das Vieweg-Haus in Braunschweig, um, erweiterte die Papierfabrik in Lehre-Wendhausen und pflegte wie sein Vater das naturwissenschaftliche Verlagsprogramm.
Während sein Vater politisch aktiv gewesen war, baute Heinrich Vieweg mit erheblichem finanziellem Aufwand eine umfangreiche Sammlung von Kunstschätzen aller Art auf. Dazu unternahm er auch ausgedehnte Reisen, u. a. mit dem Naturforscher Theodor von Heuglin bis tief nach Afrika hinein. Außerdem interessierte er sich für die Fischzucht in Deutschland und Österreich.

## Tod und Nachfolge
Nach langjährigem Asthma starb Heinrich Vieweg am 3. Februar 1890 an einer Lungenentzündung. Da sein einziger Sohn Eduard schon am 25. November 1887 mit 29 Jahren gestorben war, ging die Firma auf seine Frau und seine Tochter Helene über, die am 29. April 1891 Bernhard Tepelmann heiratete, der im Juli 1891 ebenfalls in den Verlag eintrat.